# 普利亞希夫卡 (拉季維利夫區)
50°19′28″N 25°15′17″E / 50.32444°N 25.25472°E
普利亞希夫卡（烏克蘭語：Пляшівка），是烏克蘭西北部的村莊，隸屬里夫內州的杜布諾區。該村始建於1563年，面積0.81平方公里，海拔高度198米，2001年人口431，人口密度每平方公里532.8人。